# Władysław Leśniak (podpułkownik)
Władysław Stanisław Leśniak (ur. 30 kwietnia 1897 w Bochni, zm. wiosną 1940 w Charkowie) – podpułkownik geograf Wojska Polskiego, kawaler Orderu Virtuti Militari, ofiara zbrodni katyńskiej.

## Życiorys
Urodził się w Bochni jako syn Bronisława i Antoniny z domu Hannerów. Absolwent gimnazjum w Bochni. Przed I wojną światową był członkiem Związku Strzeleckiego „Strzelec” i instruktorem harcerskim. W 1913 uczestniczył wraz z drużyną reprezentacyjną w zlocie skautingowym w Anglii. Po wybuchu I wojny światowej służył w Legionach Polskich, w V batalionie 5 pułku piechoty I Brygady. 19 maja 1915 został ranny pod Kozinkiem. Po kryzysie przysięgowym w armii austriackiej.
W czasie wojny polsko-bolszewickiej służył w 5 pułku piechoty Legionów i 142 pułku piechoty. Dostał się do niewoli bolszewickiej 30 sierpnia 1920 i przebywał w niej do 15 marca 1921. Po zakończeniu działań wojennych pozostał w wojsku. 3 maja 1922 został zweryfikowany w stopniu porucznika ze starszeństwem z dniem 1 czerwca 1919 roku i 872. lokatą w korpusie oficerów piechoty, a jego oddziałem macierzystym był 13 pułk piechoty. W 1923 pełnił służbę w Komendzie Obozu Warownego Osowiec, pozostając oficerem nadetatowym 13 pp. W następnym roku został odkomenderowany na dwuletni kurs Oficerskiej Szkoły Topografów w Warszawie. 1 grudnia 1924 został mianowany kapitanem ze starszeństwem z dniem 15 sierpnia 1924 i 379. lokatą w korpusie oficerów piechoty. W 1925, po ukończeniu kursu, został przeniesiony do Wojskowego Instytutu Geograficznego. 27 stycznia 1930 został mianowany majorem ze starszeństwem z dniem 1 stycznia 1930 roku i 4. lokatą w korpusie oficerów geografów. W 1935 został mianowany kierownikiem grupy topograficznej w Wydziale Triangulacyjnym WIG. Na stopień podpułkownika został mianowany ze starszeństwem z 19 marca 1939 i 2. lokatą w korpusie oficerów geografów. W tym czasie pozostawał nadal na stanowisku kierownika grupy topograficznej.
14 września 1939 Władysław Leśniak został przydzielony do Oddziału Służby Geograficznej przy Dowództwie Grupy Obrony Lwowa na stanowisko dowódcy oddziału. Wraz z większością wziętych do niewoli sowieckiej polskich oficerów, został aresztowany i osadzony w obozie w Starobielsku. Wiosną 1940 został zamordowany przez NKWD w Charkowie i pogrzebany w jednej z bezimiennych mogił zbiorowych w Piatichatkach, gdzie od 17 czerwca 2000 roku mieści się oficjalnie Cmentarz Ofiar Totalitaryzmu w Charkowie. Figuruje na Liście starobielskiej pod nr 1915.
5 października 2007 minister obrony narodowej Aleksander Szczygło – decyzją nr 439/MON – mianował go pośmiertnie na stopień pułkownika. Awans został ogłoszony 9 listopada 2007 w Warszawie, w trakcie uroczystości „Katyń Pamiętamy – Uczcijmy Pamięć Bohaterów”.

## Ordery i odznaczenia
- Krzyż Srebrny Orderu Wojskowego Virtuti Militari nr 6606 – 17 maja 1922[21][22][3]
- Krzyż Niepodległości – 2 sierpnia 1931[23][3]
- Krzyż Walecznych po raz pierwszy i drugi[24][3]
- Złoty Krzyż Zasługi – 19 marca 1937[25][3]
- Srebrny Krzyż Zasługi – 10 listopada 1928[26][3]
- Medal Pamiątkowy za Wojnę 1918–1921
- Medal Dziesięciolecia Odzyskanej Niepodległości